# Rossieli Soares
Rossieli Soares da Silva (Santiago, 9 de outubro de 1978) é um advogado e político brasileiro, filiado ao Partido da Social Democracia Brasileira (PSDB). Foi ministro da Educação do Brasil no governo Michel Temer e secretário de Educação dos estados do Amazonas, São Paulo e Pará.

## Biografia
Rossieli Soares formou-se em direito pela Universidade Luterana do Brasil (ULBRA) em 2003. Foi secretário de Estado de Educação do Amazonas e Presidente do Conselho Estadual de Educação do Amazonas de agosto de 2012 até maio de 2016. Também foi vice-presidente do Conselho Nacional de Secretários Estaduais de Educação (Consed), entre 2015 e 2016.
Em 2017, sob a orientação da professora Lina Kátia Mesquita de Oliveira, obteve o título de mestre em Gestão e Avaliação da Educação Pública pela Universidade Federal de Juiz de Fora (UFJF), defendendo a dissertação Avaliação de desempenho docente: uma proposta para a Rede Estadual de Ensino do Amazonas, na qual teve como seu principal referencial teórico a pedagoga Nathalia Cassettari, doutora em Educação pela Universidade de São Paulo (USP) e professora da Universidade de Brasília (UnB). 
Foi secretário de Educação Básica do Ministério da Educação (MEC) e conselheiro da Câmara de Educação Básica do Conselho Nacional de Educação (CNE), no qual atuou diretamente na política de reformulação do Novo Ensino Médio, sancionada em fevereiro de 2017 e na Base Nacional Comum Curricular da educação infantil e ensino fundamental, homologada pelo Ministro da Educação em dezembro de 2017. No final do mandato presidencial de Michel Temer, assumiu o cargo de ministro da educação, desempenhando a função de abril de 2018 a dezembro do mesmo ano.
Em entrevista para a Agência Brasil, em outubro de 2018, Rossieli Soares afirmou que o Brasil já tem canais de denúncia para excessos na prática docente e, portanto, não precisaria de uma lei como a proposta pelo movimento "Escola sem Partido".
Em 2019, foi nomeado pelo governador João Doria como secretário de Educação do Estado de São Paulo. Em 2022, com a renúncia de Doria ao cargo de governador do Estado, Soares deixou a função. Concorreu ao cargo de deputado federal nas eleições de 2022 pelo PSDB em São Paulo, obtendo 33.516 votos e ficando na suplência.
Em 6 de janeiro de 2023, foi nomeado como secretário da Educação do Pará pelo governador Helder Barbalho. Exerceu o cargo até seu pedido de exoneração em 16 de junho de 2025.